# Karl Heinrich Menges
Karl Heinrich Menges (ur. 22 kwietnia 1908 we Frankfurcie nad Menem, zm. 20 września 1999 w Wiedniu) – niemiecki językoznawca, slawista i nostratyk.
Kształcił się we Frankfurcie, Monachium i Berlinie. W 1937 r. objął stanowisko profesora na Uniwersytecie w Ankarze, a w 1940 r. zaczął wykładać na Uniwersytecie Columbia. W 1976 r. przeszedł na emeryturę.
Jego dorobek obejmuje prace z zakresu turkologii, historii ludów ałtajskich oraz morfologii i etymologii języków nostratycznych (w ujęciu porównawczym). Zajmował się kontaktami międzyjęzykowymi oraz problematyką pokrewieństwa językowego.